# Eduard Sthamer
Eduard Sthamer (Amburgo, 26 dicembre 1883 – Berlino, 28 aprile 1938) è stato uno storico tedesco.
È noto in particolare per i suoi studi relativi alla storia amministrativa dei castelli nel regno svevo e angioino di Sicilia.

## Biografia
Completa il suo dottorato presso Jena nel 1907, due anni più tardi lavorerà presso l'Istituto storico prussiano di Roma in qualità di volontario. L'istituto stava portando avanti già dal 1905 degli studi sui monumenti svevi nell'Italia Meridionale diretti da Arthur Haseloff, all'interno di questo progetto, Sthamer si occupò dei documenti relativi alla costruzione dei castelli concentrandosi sul regno di Federico II e Carlo I d'Angiò.

## Opere
- Dokumente zur Geschichte der Kastellbauten Kaiser Friedrichs II und Karls I von Anjou. I Capitanata, Leipzig 1912. (online, Google Books)
- Die Verwaltung der Kastelle im Königreich Sizilien unter Kaiser Friedrich II. und Karl I. von Anjou, Leipzig 1914. (online)  [ora è L’amministrazione dei castelli del Regno di Sicilia sotto Federico II e Carlo I d’Angiò, (a cura di) H. Houben, Bari 1995.]
- Dokumente zur Geschichte der Kastellbauten Kaiser Friedrichs II und Karls I von Anjou. II Apulien und Basilicata, Leipzig 1926. (online)
- Dokumente zur Geschichte der Kastellbauten Kaiser Friedrichs II. und Karls I. von Anjou, III, Abruzzen, Kampanien, Kalabrien und Sizilien, (a cura di) H. Houben, Tübingen 2006.